# Соходол (Горж)
Соходол (рум. Sohodol) — село у повіті Горж в Румунії. Адміністративно підпорядковане місту Тісмана.
Село розташоване на відстані 263 км на захід від Бухареста, 30 км на захід від Тиргу-Жіу, 109 км на північний захід від Крайови.

## Населення
За даними перепису населення 2002 року у селі проживали 1115 осіб, усі — румуни. Усі жителі села рідною мовою назвали румунську.